# ウェスティン・ハプナビーチ・リゾート

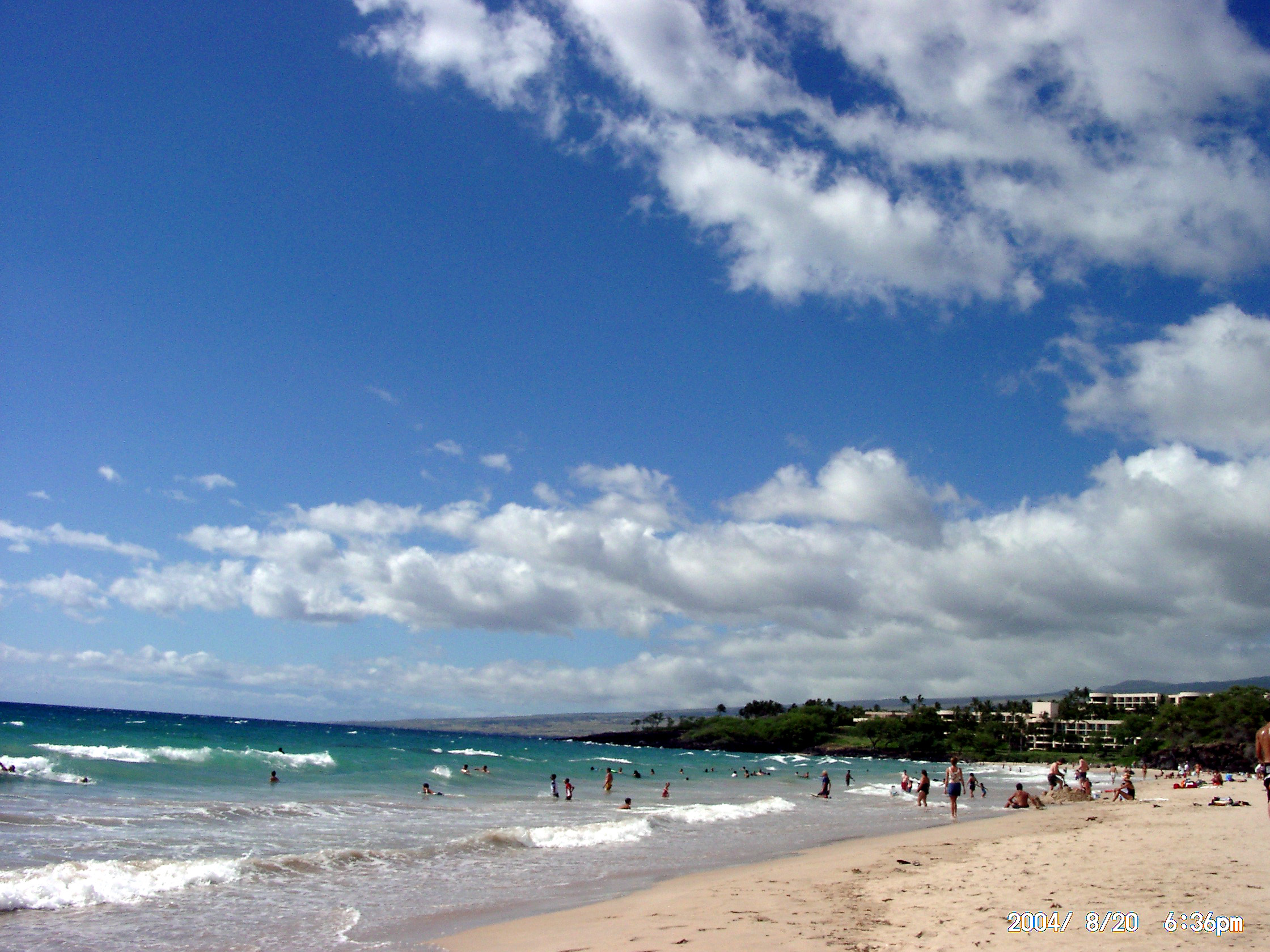
ハプナビーチとウェスティン・ハプナビーチ・リゾート（後方）

ウェスティン・ハプナビーチ・リゾート（英語: Westin Hapuna Beach Resort）は、米国ハワイ州ハワイ島西海岸、コハラにあるリゾートホテル（Resort hotel）で、ハプナビーチ州立リクリエーションエリアに隣接して立っているのでこの名がある。

## 概要
このホテルは1990年にマウナケア・ビーチ・ホテルを取得した西武グループが、そのすこし南にハプナビーチ・プリンスホテルとしてオープンしたホテルで、近くのアーノルド・パーマー設計のゴルフ場などは「ハプナ＆マウナケアゴルフコース」として共用されている。1996年から2001年にかけて、ハワイとアラスカのプリンスホテルはすべてウェスティンホテルに加盟した。その後、改修のための閉鎖を経て、所有は西武グループのままであるが、2018年からホテルの運営上はウェスティン・ハプナビーチ・リゾートとして知られている。
白砂で有名なハプナビーチ州立リクリエーションエリア（Hapuna Beach State Recreation Area）に隣接して立っているのでこの名がある。ハワイ島の西海岸に新しく開発された大型ホテル群（南から北へ、コナ地区：ケアウホウのシェラトン、カイルア・コナのキングカメハメハ・コナビーチ・ホテル、カウプレフのフォーシーズンズホテル、コハラ地区：ワイコロアビーチのヒルトンとマリオット、マウナラニ・リゾートのフェアモント・オーキッド・ホテル、ウェスティン・ハプナビーチ・リゾート／ハプナビーチ・プリンス、カウナオア湾に面したマウナケア・ビーチ・ホテル）のうち、マウナケア・ビーチ・ホテルと共に一番北にある。

## 交通
コナ国際空港から、タクシー／レンタカー／車でハワイ州道19号線経由で、約30分である・